# Droit à la ville
Le droit à la ville est un concept géographique développé par Henri Lefebvre développé dans son ouvrage Le droit à la ville, publié en 1968.

## Définition
Selon Henri Lefebvre, le droit à la ville est un « droit à la vie urbaine, à la centralité rénovée, aux lieux de rencontres et d’échanges, aux rythmes de vie et emplois du temps permettant l’usage plein et entier de ces moments et lieux ».
Le droit à la ville s’intéresse au développement propre à la sociologie urbaine. Ce droit définit les villes comme des biens commun accessibles à l’ensemble des habitants. C'est un concept analytique critique et aussi un slogan politique.

## Principe général
Dans son ouvrage, l’auteur critique la production contemporaine de l’urbain, qui fait appel de manière généralisée « aux principes de planification et de fonctionnalisme qui provoquent alors l’éviction des classes populaires des quartiers centraux ». Cet urbanisme est marqué par la fin de la ville industrielle, l’étalement dans les banlieues et les périphéries et l’apparition « d’une nouvelle réalité : l’urbain ».
Dans ce nouveau façonnement des villes, le citadin se voit imposer une homogénéisation des styles de vie. Cependant, pour Lefebvre, le droit à la ville a pour but de donner la possibilité aux habitants de participer à la création de l’urbain. Il déclare que « fabriquer la ville ne doit pas être réservé aux élites : intégrer les citoyens aux processus de construction de la ville devient fondamental pour exercer l’égalité et la liberté d’agir ». Ce droit permet à chaque individu de « prendre part à la ville telle qu’elle existe, mais aussi à sa production et à sa transformation [et lui donne] le droit de participer à son aménagement, le droit politique de définir la ville, le droit à un environnement sain et aussi […] le droit à un logement adéquat ou à des transports collectifs accessibles ». La population doit pouvoir « penser la vie de quartier et la vie en ville ».
Le droit à la ville est largement mobilisé dans les années 2000, autant par des scientifiques, que des mouvements sociaux urbains, des alliances politiques, des organisations internationales ou des acteurs publics. Cette multitude d’acteurs s’explique par le fait que le droit à la ville touche plusieurs domaines ; c’est un concept qui permet d’analyser les processus d’exclusion en ville mais il est aussi utilisé dans les politiques publiques. La diversité des utilisateurs et des domaines dans lesquels ce concept est utilisé, parfois de manière abusive.

## Résumé de l'ouvrage
L’ouvrage du droit à la ville de Henri Lefebvre s’intéresse à 3 conceptions pour répondre à ce concept tels que l’espaces perçu, conçu et vécu.

### Espace perçu
Pour Henri Lefebvre, l’espace perçu désigne « les formes de la pratique sociale qui englobe production et reproduction, lieux spécifiés et ensembles spatiaux propres à chaque formation sociale qui assure la continuité dans une relative cohésion ». Ainsi, l’espace perçu se réfère à celui de l’usager et à son ressenti. Il se différencie donc de l’espace conçu, qui lui, appartient aux planificateurs, aux urbanistes ou aux techniciens.

### Espace conçu
Selon Henri Lefebvre, l’espace conçu est « celui des savants ». Il s’agit d'un espace imaginé, produit, conçu par des urbanistes, des aménagistes ainsi que du marché immobilier. Le résultat attendu de cette conception est un produit matérialisé par un espace sur lequel des fonctions et usages sont attribués par ces producteurs cités plus haut. Autrement dit, les représentations de l’espace sont liées aux rapports de productions, dirigées par un ordre qu’ils imposent à travers des connaissances, des signes, des codes. Enfin, selon Lefebvre, l’espace conçu est « l’espace dominant dans une société ». Les représentations de l’espace sont donc une notion produite par des « savants ».

### Espace vécu
C’est sur l’espace vécu que le conflit apparaît et se matérialise. En effet, l’espace vécu résulte du rapport entre la perception et la conception. Il se matérialise par les pratiques socio-spatiales qui ont lieu sur un espace. C’est également sur cette troisième dimension d’espace, qui joue le rôle de tampon, que la notion de droit à la ville peut revenir.

## Histoire
Ce livre paraît en mars 1968, en réaction à l’urbanisme fonctionnaliste à la mode à l'époque,.
Les références à Lefebvre étaient nombreuses dans les réflexions sociologiques des années 1960 à 1980, elles se raréfient quand elles n’ont pas disparu dans les écrits contemporains.

## Exemple
En 2017, la ville de Genève fait face à des manifestations populaires, contre la spéculation immobilière. En effet, à la suite du non-renouvellement d'une convention d'occupation pour une association constituée d'étudiants et étudiantes, cette « douzaine » d'étudiants a refusé de quitter le bâtiment et revendique le droit à continuer d'y vivre. La ville projetait de construire un nouvel immeuble qui devait accueillir une population migrante, opposant, selon les occupantes et occupants, une précarité à une autre. Une première manifestation se concrétisa le premier juillet 2017 et plusieurs autres ont suivi. Le cas de la rue de Malagnou expose un problème quant aux possibilités de logement en centre-ville de Genève qui devient trop coûteux selon les manifestants. La notion de droit à la ville est ainsi invoquée par les opposants réclamant des logements à loyers modérés en centre-ville. Genève était, en effet, réputée pour ses nombreux squats, mais elle tend plutôt à les éliminer à travers les récents aménagements urbains.